# 冶建军
冶建军（2002年7月7日—），青海海东化隆人，中国男子冰壶运动员，2019年开始接触冰壶，2023年世界青年锦标赛男子金牌得主、2024年泛大陆锦标赛男子金牌得主、2025年亚洲冬季运动会男子铜牌得主。